# Брюхоногие
Брюхоногие, или гастроподы, или улитки (лат. Gastropoda, от др.-греч. γαστήρ — брюхо и πούς — нога), — самый многочисленный класс в составе типа моллюсков (Mollusca), который включает около 110 тыс. видов, в России — 1620 видов. Основным признаком брюхоногих моллюсков является торсия, то есть поворот внутренностного мешка на 180°. Кроме того, для большинства гастропод характерно наличие турбоспиральной раковины.

## Обитание
Первично гастроподы — обитатели моря, однако многие из них перешли к жизни в пресной воде и на суше. Небольшое число видов ведёт паразитический образ жизни, например, представители семейства Eulimidae.

## Торсия
В результате торсии внутренностный мешок оказывается повёрнутым на 180° против часовой стрелки. Вследствие этого завиток раковины оказывается направленным назад, а край её нарастания и мантийная полость — вперёд. Таким образом, раковина становится эндогастрической. Считается, что торсия возникла при переходе от пелагического к бентосному образу жизни, поскольку при существовании в бентосе экзогастрическая (завиток направлен вперёд) доторсионная раковина весьма неудобна.
Торсию можно наблюдать в процессе эмбрионального развития примитивных гастропод, таких как морское блюдечко (Patellogastopoda). В этом случае личинка разворачивает свой внутренностный мешок за счёт мышечного усилия. Такой процесс называют физиологической торсией. Однако у большинства современных видов брюхоногих моллюсков торсия является исключительно «эволюционной», и в эмбриональном развитии внутренностный мешок закладывается уже повёрнутым.
Для группы заднежаберных моллюсков характерна деторсия — поворот внутренностного мешка на 90° в обратном направлении (по часовой стрелке).

## Турбоспиральная раковина и асимметрия внутреннего строения

Строение лёгочной улитки: 1 — раковины; 2 — пищеварительная железа; 3 — лёгкое; 4 — анус; 5 — пневмостом; 6 — глаз; 7 — щупальце; 8 — мозг; 9 — радула; 10 — рот; 11 — зоб; 12 — слюнная железа; 13 — гонопор; 14 — пенис; 15 — влагалище; 16 — слизистая железа; 17 — яйцепровод; 18 — мешок любовных стрел; 19 — нога; 20 — желудок; 21 — почка; 22 — мантия; 23 — сердце; 24 — семявыносящий проток

Возникновение турбоспиральной раковины связывают с тем, что такая форма обеспечивает наибольшую её прочность при равном объёме. Считается, что турбоспиральность является ключевым фактором при формировании асимметрии внутреннего строения брюхоногих моллюсков. Так, у гастропод с блюдцевидной раковиной (семейство Fissurellidae в составе Archigastropoda) внутреннее строение симметрично, за исключением того, что правая почка крупнее левой, и имеется только одна гонада — правая (последнее характерно для всех брюхоногих). Когда же возникает турбоспираль, центр тяжести раковины смещается, и, чтобы восстановить его положение, раковина должна быть смещена влево. Такое смещение закономерно вызывает редукцию правой половины внутренних органов, поскольку, во-первых, на них оказывается большее давление, и, во-вторых, ток воды через мантийную полость становится асимметричным. Так в семействах Haliotidae и Pleurotomariidae (Prosobranchia) подвергается редукции правый ктенидий. В семействах Trochidae и Turbinidae (Prosobranchia) правый ктенидий вовсе отсутствует, а правое предсердие сильно редуцированно и не несёт функциональной нагрузки. И наконец, у Caenogastropoda (остальные Prosobranchia) полностью отсутствуют правые ктенидии, осфрадий, гипобранхиальная железа и предсердие. Основным органом выделения становится левая почка, а правая входит в состав половой системы в качестве ренального гонодукта (дистальная часть половых протоков).

## Нервная система
Нервная система у брюхоногих моллюсков разбросанно-узлового типа. У большинства продвинутых представителей этого класса нервные элементы концентрируются на переднем конце тела.
В результате торсии у гастропод изменяется расположение висцеральных нервных стволов, и они образуют перекрёст — висцеральную петлю. В результате этого процесса исходно правый интестинальный ганглий оказывается расположенным над пищеводом, а левый под пищеводом. Это явление называется хиастоневрия.
Однако в группах заднежаберных и лёгочных улиток происходит возвращение к исходному плану строения нервной системы: у заднежаберных за счёт деторсии, а у лёгочных улиток за счёт смещения ганглиев вперёд.
Имеется 5 пар ганглиев: церебральная (головная), педальная (ножная), плевральная (мантийная), париетальная (дыхательная), висцеральная (внутренние органы). Органы чувств: глаза, осфрадии, органы осязания, края мантии.

## Выделительная система
У большинства представителей Prosobranchia — Ценогастропод, а также у всех Заднежаберных и Лёгочных улиток выделительная система представлена одной левой почкой. Однако у примитивных Prosobranchia имеются две почки, причём правая больше левой.

## Дыхательная система

Отверстие для дыхания (пневмостом) в мантии улитки Lissachatina fulica var. hamillei f. rodatzi albino body

Исходно органами дыхания являются ктенидии. Их наличие характерно для всех Prosobranchia. Ктенидии имеются также у Заднежаберных, однако в этой группе функцию дыхания могут брать на себя вторичные жабры (отряд Голожаберные). У Лёгочных улиток ктенидий полностью редуцирован в процессе приспособления к жизни на суше. Вместо этого в мантийной полости развивается густая сеть кровеносных сосудов. Сама мантийная полость заполнена воздухом и имеет одно отверстие, связывающее её с наружной средой — пневмосто́м. У тех представителей Лёгочных улиток, которые вторично переходят к жизни в воде, дыхание осуществляется либо при периодических подъёмах на поверхность, либо (у небольшого числа видов) мантийная полость заполнена водой, то есть она работает как жабры, либо возникают вторичные жабры. Кроме того, у некоторых Лёгочных улиток возникает подобие трахейной системы, то есть от лёгкого ко всем органам идут каналы, по которым транспортируется воздух.

## Размножение
Улитки обычно откладывают яйца в специальные яйцевые капсулы. У этих капсул твёрдая внешняя оболочка. Чтобы личинки могли выбраться наружу из капсулы, на капсуле имеется специальная крышечка — к тому времени, когда потомство уже готово выйти из капсулы, крышка отваливается или растворяется. Улитки обычно откладывают яйца большими группами — кладками. Если капсулы похожи на небольшие бокальчики на ножках, тогда они в кладке располагаются рядами. Если капсулы овальные, то кладка выглядит как ком. Часто бывает, что в капсулах, расположенных по краям кладки, нет яиц — хищник, напавший на такую кладку, прогрызёт несколько пустых капсул и уйдёт, не нанеся никакого вреда яйцам.
Из кладок многих морских улиток выводятся пелагические личинки — велигер. Велигер передвигается при помощи больших лопастей или выростов, покрытых ресничками. Эти реснички постоянно колеблются, создавая поток воды, благодаря чему личинки плавают, кроме того, так они собирают мелкие частички пищи. Велигеры некоторых видов могут жить в толще воды неделями. Парус у велигера постепенно уменьшается, а сама улитка становится всё больше похожа на взрослую улитку. Наконец она падает на дно и начинает ползать.
У многих улиток в одной кладке созревает всего несколько улиток (не пелагических). Остальные яйца нужны только в качестве пищи молодым улиткам (трофические яйца). Чем больше трофических яиц, тем крупнее будут выходящие из кладок улитки.
Также есть живородящие улитки.

## Классификация

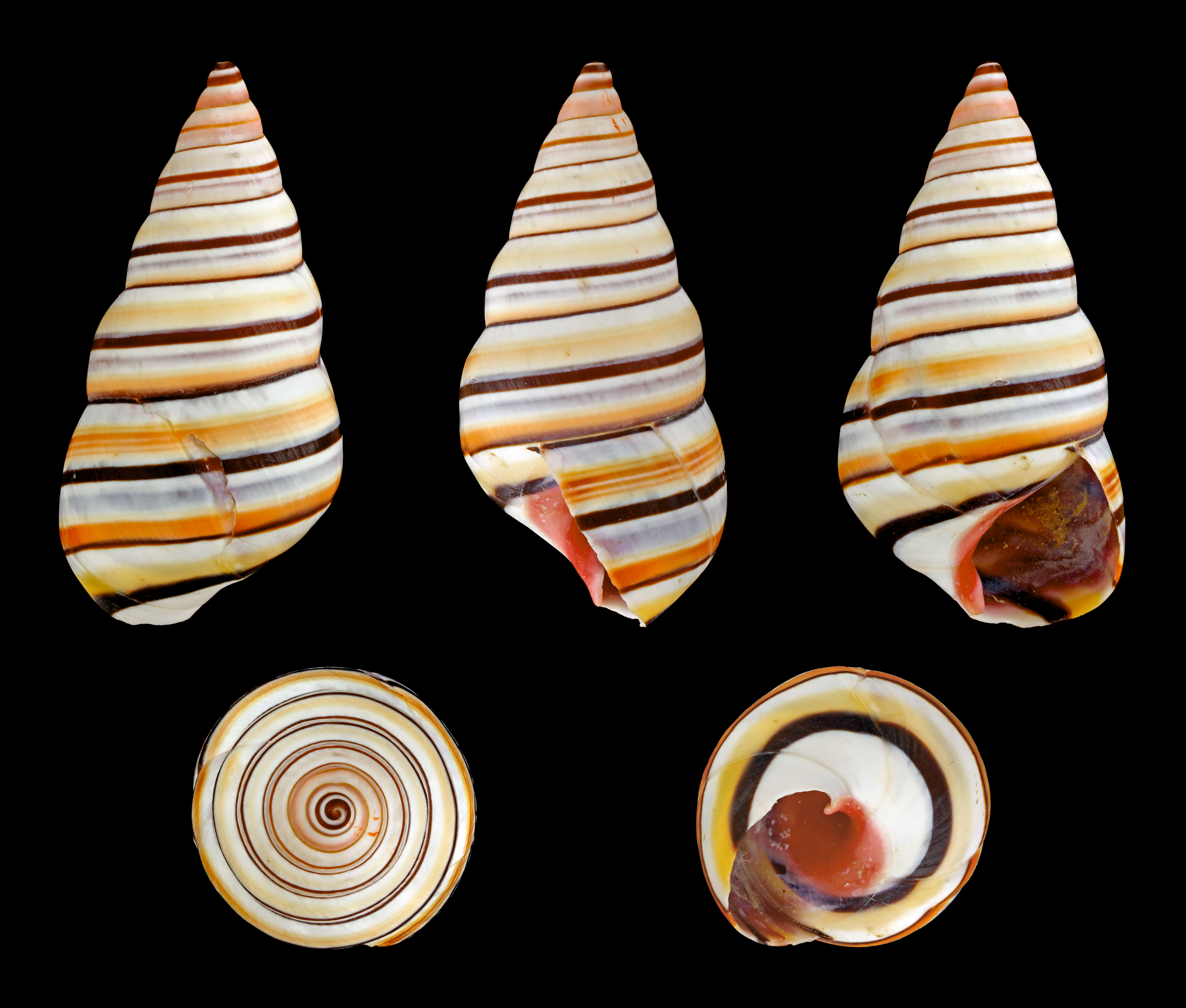
Раковина Liguus virgineus

Известно более 400 современных семейств и около 200 вымерших.
В старых системах выделяли 4 подкласса брюхоногих:
- Opisthobranchia (заднежаберные): крылоногие
- Gymnomorpha (безраковинные)
- Prosobranchia (переднежаберные): морские блюдечки, живородки, шлемовые улитки, морские ушки
- Pulmonata (лёгочные): виноградная улитка, катушки, прудовики, слизни, янтарки

В системе, представленной Bouchet & Rocroi в 2005 году, учтено строение ДНК моллюсков, а подчинённые таксоны лишились рангов — их заменили на клады. Классификация брюхоногих по этой системе такова:
- Клада Patellogastropoda
- Клада Vetigastropoda
- Клада Cocculiniformia
- Клада Neritimorpha (= Neritopsina)
  - Клада Cyrtoneritimorpha
  - Клада Cycloneritimorpha
- Клада Caenogastropoda
  - Architaenioglossa
- Клада Sorbeoconcha (пример — битинии)
- Клада Hypsogastropoda
  - Клада Littorinimorpha
  - Клада Neogastropoda
  - Клада Ptenoglossa
- Клада Heterobranchia
  - «Lower Heterobranchia» (= Allogastropoda)
  - Opisthobranchia — включает клады Cephalaspidea, Thecosomata, Gymnosomata, Aplysiomorpha (= Anaspidea), Sacoglossa, Umbraculida, Nudipleura и группы Acochlidiacea и Cylindrobullida.
- Pulmonata
  - Basommatophora
  - Eupulmonata

В 2017 году вышел в свет значительно обновлённый вариант этой классификации: «Revised Classification, Nomenclator and Typification of Gastropod and Monoplacophoran Families».

### Альтернативная классификация
Электронный ресурс MolluscaBase, ассоциированный с World Register of Marine Species, на сентябрь 2021 года предлагает следующую классификацию брюхоногих (до отряда включительно):
- † Надсемейства и семейства incertae sedis
- Подкласс Caenogastropoda Cox, 1960 — Ценогастроподы
  - Надсемейства и семейства incertae sedis
  - Отряд Architaenioglossa Haller, 1890
  - Отряд Littorinimorpha Golikov et Starobogatov, 1975
  - Отряд Neogastropoda Wenz, 1938

  - Субтеркласс Sorbeoconcha Ponder & Lindberg, 1997
    - Семейства incertae sedis
    - † Надсемейство Pseudozygopleuroidea Knight, 1930

    - † Надотряд Cerithiimorpha — 3 семейства
- Подкласс Heterobranchia Burmeister, 1837
  - † Надсемейства и семейства incertae sedis
  - Инфракласс «Lower Heterobranchia» — 8 надсемейств
  - Инфракласс Euthyneura
    - Семейства incertae sedis
    - Субтеркласс Acteonimorpha — 2 надсемейства
    - Субтеркласс Ringipleura
      - Надотряд Nudipleura Wägele & Willan, 2000
        - Отряд Nudibranchia Cuvier, 1817 — Голожаберные
        - Отряд Pleurobranchida

      - Надотряд Ringiculimorpha — 1 надсемейство

    - Субтеркласс Tectipleura

  - Отряд Aplysiida
  - Отряд Cephalaspidea P. Fischer, 1883
  - Отряд Pteropoda Cuvier, 1804 — Крылоногие
  - Отряд Runcinida
  -  ? Отряд Tectibranchiata
  - Отряд Umbraculida Odhner, 1939

  - Надотряд Acochlidiimorpha — 2 надсемейства
  - Надотряд Eupulmonata Haszprunar & Huber, 1990
    - Отряд Ellobiida
    - Отряд Stylommatophora A. Schmidt, 1855 — Стебельчатоглазые
    - Отряд Systellommatophora Pilsbry, 1948 — Безраковинные

  - Надотряд Hygrophila Férussac, 1822 [syn. Basommatophora] — 2 надсемейства
  - Надотряд Pylopulmonata — 3 надсемейства
  - Надотряд Sacoglossa — Мешкоязычные[6], 3 надсемейства
  - Надотряд Siphonarimorpha
    - Отряд Siphonariida
- Подкласс Neomphaliones
  - Отряд Cocculinida
  - Отряд Neomphalida
- Подкласс Neritimorpha Golikov et Starobogatov, 1975
  - † Надсемейства incertae sedis
  - Отряд Cycloneritida
  - † Отряд Cyrtoneritida
- Подкласс Patellogastropoda Lindberg, 1986 — 2 надсемейства
- Подкласс Vetigastropoda Salvini-Plawen, 1980
  - Семейства incertae sedis
  - Отряд Lepetellida Moskalev, 1971
  - Отряд Pleurotomariida
  - Отряд Seguenziida Haszprunar, 1986
  - Отряд Trochida